# Viktor Orbán

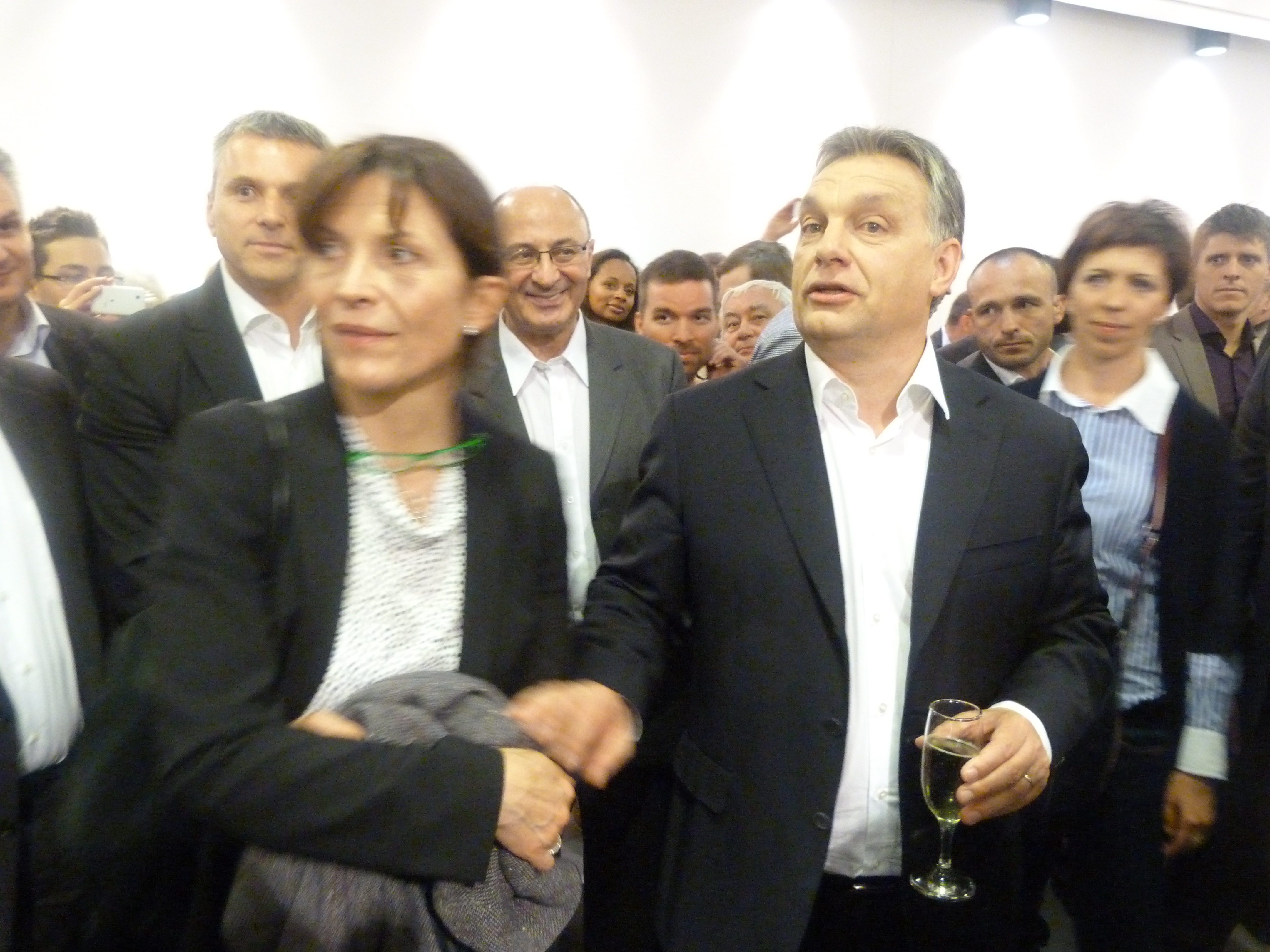
Viktor Orbán s manželkou, Anikó Lévai (2014)

Viktor Mihály Orbán (* 31. května 1963 Székesfehérvár) je maďarský politik, předseda nejsilnější parlamentní strany Fidesz–MPSZ a od roku 2010 premiér Maďarska, kterým byl také v letech 1998 až 2002.

## Biografie
Viktor Orbán, podle maďarského zvyku Orbán Viktor, se narodil dne 31. května 1963 v Székesfehérváru v župě Fejér. Jeho otec je inženýr, matka logopedka. Má dva mladší bratry Győza a Árona. Dětství strávil ve dvou nedalekých vesnicích Alcsútdoboz a Felcsút, a to až do roku 1977, kdy se jeho rodina přestěhovala do Székesfehérváru.
Roku 1981 zde absolvoval Gymnázium Blanky Telekiové, a to ve třídě anglického jazyka. Ve stejném roce nastoupil povinnou dvouletou vojenskou službu ve městě Zalaegerszeg. Poté začal studovat práva na budapešťské Univerzitě Eötvöse Loránda (ELTE), studium dokončil roku 1987. Další dva roky žil v Szolnoku, ale dojížděl do Budapešti, kde pracoval na Ministerstvu zemědělství a výživy. V roce 1989 obdržel stipendium od Soros Foundation, nadace amerického finančníka George Sorose v anglickém Oxfordu, kde studoval na Pembroke College. V Británii ale vydržel jen necelé čtyři měsíce, protože se po zhroucení východního bloku vrátil do Maďarska, aby úspěšně kandidoval na poslance v prvních svobodných volbách v zemi po pádu komunistického režimu.
Orbán je ženatý s právničkou Anikó Lévai a má s ní celkem pět dětí (Ráhel, Gáspár, Sára, Róza, Flóra).

## Politická kariéra

### Pád komunismu (1988–1990)
Orbánova politická dráha začala 30. března 1988, kdy spolu s třiceti šesti mladými intelektuály a univerzitními studenty založil hnutí mladých demokratů – Maďarská občanská unie - Fidesz. Ve svém projevu 16. června 1989 na smuteční slavnosti na počest rehabilitovaného předsedy vlády v období maďarského povstání proti komunismu v roce 1956, Imreho Nagye, se Orbán vyslovil pro uspořádání svobodných voleb a odchod sovětských vojsk z Maďarska (v té době Maďarské lidové republiky). Za svá slova sklidil bouřlivý potlesk. Tento akt se stal symbolem rozbřesku nové maďarské éry.

### První roky demokracie (1990–1998)
V prvních svobodných volbách v březnu 1990 získal Fidesz 21 křesel a Orbán se stal předsedou parlamentní frakce. Tuto funkci zastával až do roku 1993, kdy byl v rámci přeměn uvnitř strany zvolen jejím předsedou. V této době vystupoval ještě jako liberální politik, ovšem po volbách 1994, kdy Fidesz získal jen 7 % hlasů, rozhodl o výrazné přeměně ideologie Fideszu, spočívající v přechodu od liberalismu k národně-konzervativní orientaci. Od této chvíle vystupoval Orbán mnohem více jako nacionalista, například prohlásil, že se – stejně jako József Antall – chce "stát premiérem 15 milionů Maďarů". Orbán tehdy začal obhajovat "zájmy všech Maďarů".

### Předseda vlády (1998–2002)
Do voleb 1998 šel Fidesz jako hlavní pravicová strana s programem obhajoby zájmů "celého maďarského národa", a to včetně Maďarů žijících v zahraničí, požadoval ochranu maďarského jazyka a kultury, hájil význam církví pro soudržnost společnosti, a trval na důsledném hájení národních zájmů při vyjednávání vstupu do Evropské unie. Tyto volby Fidesz vyhrál a Viktor Orbán se stal na čtyři roky čtvrtým premiérem Maďarské republiky.
Pod jeho vedením vstoupilo Maďarsko roku 1999 do NATO a dostalo se o krůček blíže ke vstupu do Evropské unie. Jeho vláda kladla větší důraz na podporu zahraničních Maďarů, což vyvrcholilo dne 19. června 2001 přijetím takzvaného Krajanského zákona, který dává Maďarům žijícím mimo území země v Maďarsku stejná práva, jako mají maďarští občané.
Po celou dobu jeho tehdejší první vlády se úspěšně rozvíjela ekonomika, snížila se nezaměstnanost a vzrostla spotřeba obyvatelstva. Většina ministrů jeho vlády byla ve věku zhruba 30 let a měla tak blízko k mladé generaci a rodinám s dětmi, ale brala v úvahu i potřeby starších občanů. Dále však také existovalo napětí mezi Orbánovou vládou a primátorem Budapešti Gáborem Demszkym z politické strany SZDSZ. Kromě osobního nepřátelství Orbána s Demszkym, které sahalo až do jejich studentských let na univerzitě ELTE, se zde obrážel také tradiční konflikt hlavního města Budapešti s ostatními oblastmi Maďarska.
V lednu 2000 Orbán, jako premiér, odstoupil z funkce předsedy své strany. Jeho nástupcem se stal László Kövér. V září téhož roku se Fidesz rozešel s Liberální internacionálou a v listopadu získal přidružené členství v Evropské lidové straně.

### Osm let v opozici (2002–2010)
I přesto, že v dalších volbách 2002 získal Fidesz v koalici s MDF 188 křesel a MSZP jen 178 křesel, stal se opoziční stranou, jelikož vládu utvořila MSZP a SZDSZ, které měly dohromady 198 mandátů. Viktora Orbána ve funkci premiéra vystřídal Péter Medgyessy. Ještě v témže roce se Orbán stal místopředsedou Evropské lidové strany a o rok později opět předsedou Fideszu. Následně tvrdě kritizoval vládu MSZP a její čím dál méně realistické ekonomické sliby.
Fidesz v čele s Orbánem zůstal v opozici i po volbách 2006, které doprovázela masivní kampaň. Následně však po velkých demonstracích na podzim 2006 proti premiérovi Ferenci Gyurcsánymu (MSZP), které Orbán organizoval, a v důsledku stále se zhoršující hospodářské krize, která od roku 2008 zasáhla maďarskou ekonomiku, popularita Fideszu a Viktora Orbána samotného před volbami 2010 silně vzrostla.
Po ohlášeném odstoupení premiéra Ference Gyurcsányho dne 21. března 2009 Orbán, stejně jako prezident republiky László Sólyom, opakovaně žádal vypsání předčasných voleb.
Když se 14. dubna 2009 rozhodovalo o zvolení Gordona Bajnaie do úřadu premiéra, shromáždilo se asi 5000 příznivců Orbánova Fideszu na náměstí před parlamentem a vyzývali poslance, aby Bajnaie při hlasování nepodpořili. Poslanci MSZP a SZDSZ však Bajnaie zvolili premiérem a očekávalo se od něj, že povede úřednickou vládu až do termínu řádných voleb na jaře 2010. Popularita jeho Maďarské socialistické strany, hlavního rivala Fideszu, se však tehdy pohybovala na historicky nejhorší úrovni od vzniku této strany. Viktor Orbán, který veřejně prohlásil, že podpoří snahy Maďarů žijících za hranicemi Maďarska o vytvoření jejich autonomie, se už v květnu 2009 cítil příštím maďarským premiérem.
Dne 23. května 2009 Orbán prohlásil na předvolebním shromáždění slovenské Strany maďarskej koalície - Magyar Koalíció Pártja, která se konala v maďarském městě Esztergom, že nadcházející volby do Evropského parlamentu jsou záležitostí všech Maďarů žijících v Karpatské kotlině. Orbán prohlásil během svého výstupu: Každého Maďara, který 7. června odevzdá svůj hlas, bude s očekáváním sledovat jiný Maďar za hranicemi. Slovenský premiér Robert Fico následně tato slova tvrdě kritizoval a dokonce označil Orbána a předsedu SMK-MKP Pála Csákyho za hrozbu pro Slovensko. Orbánova slova zkritizoval i bývalý slovenský premiér Mikuláš Dzurinda, jehož vláda si s Orbánovou vládou v letech 1998–2002 poměrně dobře rozuměla.
Růst popularity Fideszu a Viktora Orbána se projevil během voleb do Evropského parlamentu 2009, kdy Fidesz (v koalici s KDNP) získal 16 mandátů a hlavní rival MSZP jen 4 mandáty. Do Evropského parlamentu se dostala také krajně pravicová strana Jobbik se 3 mandáty a liberálně konzervativní MDF obhájilo svůj 1 mandát.

### Volby 2010 a podruhé premiérem

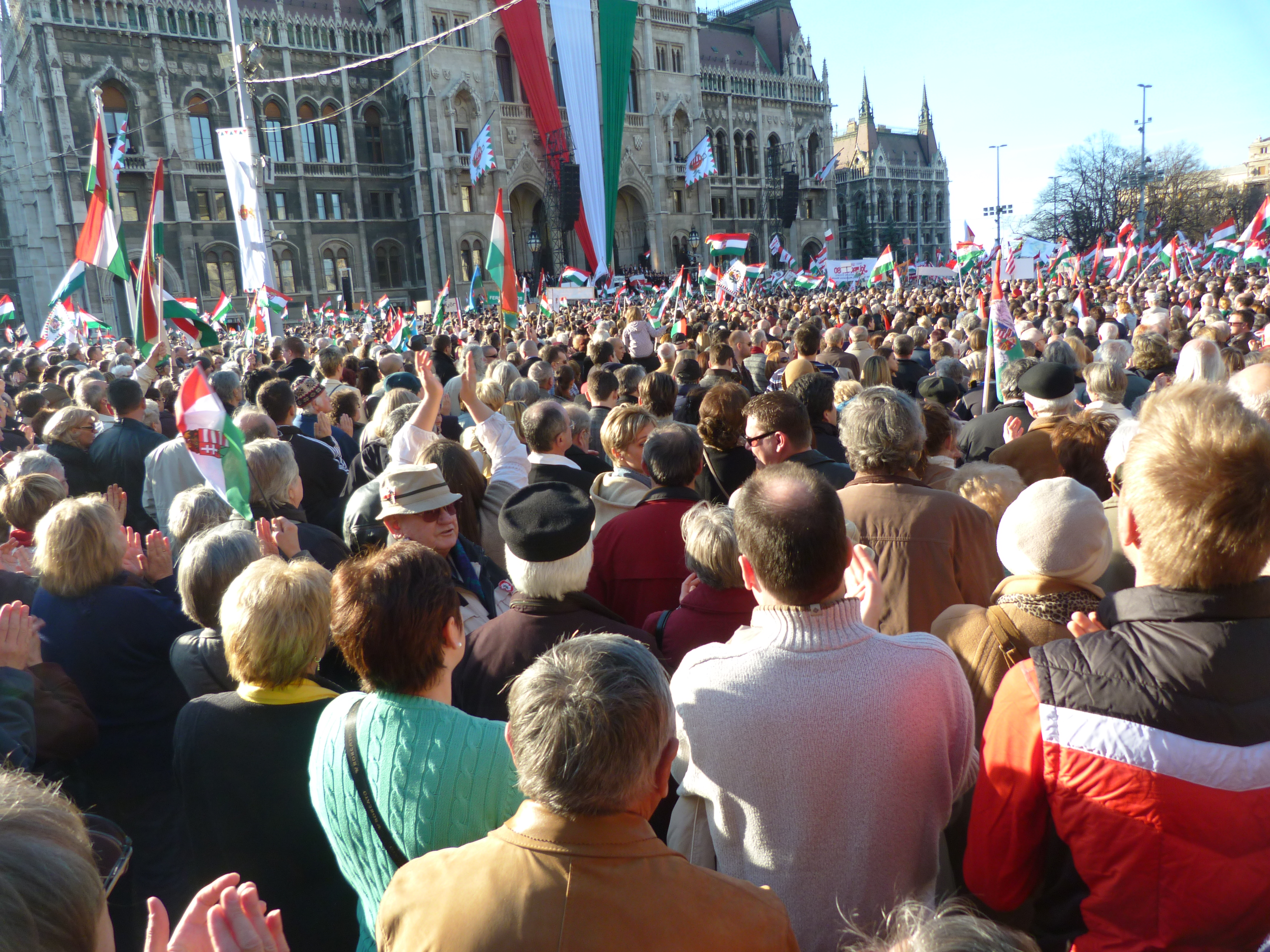
Stoupenci Viktora Orbána poslouchají jeho projev, 15. března 2012

Viktor Orbán byl kandidátem strany na post premiéra pro Parlamentní volby 2010. Již podle předvolebních průzkumů se preference Fidesz pohybovaly od 53 % do 68 %, zatímco preference levicové MSZP byly jen od 17 % do 23 %. Bylo tedy již předem vcelku jasné, že se Fidesz stane vítězem voleb.
Parlamentní volby 2010 se pak pro stranu Fidesz podle očekávání staly nejúspěšnějšími volbami od jejího samotného vzniku. Fidesz zvítězil se ziskem 263 mandátů, což je 68,13 %. Získal tak ústavní dvoutřetinovou většinu nutnou ke změně ústavních zákonů. Měl takto otevřenou cestu nejen k reformám v hospodářství, ale také k dalekosáhlým změnám ve struktuře státního aparátu a jeho personálního obsazení.
Po oznámení oficiálních výsledků tehdejší prezident republiky László Sólyom pověřil Orbána sestavením nové vlády. Dne 29. května 2010 složil Viktor Orbán v parlamentu slib a stal se tak po osmi letech v opozici v pořadí již osmým premiérem Maďarska. Pod jeho vedením byla vypracována nová maďarská ústava, která vstoupila v platnost k 1. lednu 2012. Touto ústavou byl mimo jiné změněn název státu z Maďarské republiky na Maďarsko. Kritiku opozice a Evropské komise vyvolaly nacionalistické prvky ústavy a zvýšení vládní kontroly nad justicí a ekonomikou, mj. oslabení pravomocí ústavního soudu.

### Volby 2014 a potřetí premiérem
V květnu 2015 se dostal do konfliktu s Evropskou komisí, když odmítl její návrh na přerozdělování afrických uprchlíků v zemích EU na základě kvót a návrh Evropské komise vedené Jean-Claudem Junckerem označil za "absurdní, téměř šílený."

### Volby 2018 a počtvrté premiérem
Fidesz zvítězil i ve volbách v roce 2018 a Orbán se stal v květnu tohoto roku počtvrté premiérem.
Dne 30. března 2020 v souvislosti s probíhající globální pandemií covidu-19 získala Orbánova vláda prostřednictvím nového zákona časově neomezenou možnost vládnout pomocí dekretů. Ze strany opozice i ze zahraničí byl tento krok kritizován jako snaha o vymanění se z omezení daných běžným rámcem parlamentní demokracie. S tím měla souviset okamžitá Orbánova aktivita ve záležitostech s koronavirem nijak nesouvisejících a současně, ve srovnání se zbytkem Evropy, velmi slabá aktivita přímo související s pandemií, především nedostatečné testování na přítomnost viru. Politologové nebyli v hodnocení jednotní a část mluvila dokonce o úplném konci demokracie v Maďarsku a směřování k diktatuře. Evropská komise však došla k závěru, že mimořádné pravomoce nebyly v rozporu s evropským právem ani demokratickými principy a maďarský parlament se 1. června 2021 usnesl na ukončení jejich platnosti.

### Volby 2022 a popáté premiérem
Parlamentní volby v Maďarsku proběhly 3. dubna 2022 a Orbánem vedený Fidesz v nich zvítězil v koalici s Křesťanskodemokratickou lidovou stranou s více než 53 % hlasů, což mu zajišťuje ústavní většinu. V projevu, kterým se Orbán prohlásil vítězem voleb, verbálně zaútočil nejen na levici, ale také na Evropskou unii, finančníka Sorose a ukrajinského prezidenta Zelenského: „Museli jsme bojovat se zdrcující silou: domácí levicí, mezinárodní levicí, bruselskými byrokraty, Sorosovým impériem se všemi jeho penězi, mezinárodními médii, a dokonce taky s ukrajinským prezidentem.“
V červenci 2022 se otevřeně vyslovil proti „multietnické“ společnosti slovy „Nechceme být míšenci smíšenými s Neevropany“. Definoval i termín „smíchávání ras“, tj. míšení evropských národů s neevropskými. Naopak míšení Evropanů mezi sebou považoval za přirozené. Za tyto slova sklidil kritiku. Např. odstoupila dlouholetá Orbánova poradkyně, socioložka Zsuzsa Hegedüsová, která kritizovala „hanebný postoj“ a „čistě nacistický text hodný Josepha Goebbelse“.

## Soukromý život
Jeho manželkou je právnička Anikó Lévai a mají pět dětí (čtyři dcery a syna). Je členem Kalvinistické reformované církve. Aktivně se věnuje sportu - fotbalu. Hrál za FC Felcsút. V roce 2007 byl zakladatelem fotbalové akademie Ferenca Puskáse.

### Rodokmen
| Győző Orbán (* 1940)     | Győző Orbán (* 1940)     | Győző Orbán (* 1940)     | Győző Orbán (* 1940)     | Győző Orbán (* 1940)     | Győző Orbán (* 1940)     |                       |                       | Erzsébet Siposová             | Erzsébet Siposová             | Erzsébet Siposová             | Erzsébet Siposová             | Erzsébet Siposová             | Erzsébet Siposová             |  |  | István Lévai (* 1922)     | István Lévai (* 1922)     | István Lévai (* 1922)     | István Lévai (* 1922)     | István Lévai (* 1922)     | István Lévai (* 1922)     |                         |                         | Mária Csehová           | Mária Csehová           | Mária Csehová          | Mária Csehová          | Mária Csehová          | Mária Csehová          |  |  |                        |                        |                        |                        |                        |                        |  |  |                        |                        |                        |                        |                        |                        |  |  |                         |                         |                         |                         |                         |                         |
| Győző Orbán (* 1940)     | Győző Orbán (* 1940)     | Győző Orbán (* 1940)     | Győző Orbán (* 1940)     | Győző Orbán (* 1940)     | Győző Orbán (* 1940)     |                       |                       | Erzsébet Siposová             | Erzsébet Siposová             | Erzsébet Siposová             | Erzsébet Siposová             | Erzsébet Siposová             | Erzsébet Siposová             |  |  | István Lévai (* 1922)     | István Lévai (* 1922)     | István Lévai (* 1922)     | István Lévai (* 1922)     | István Lévai (* 1922)     | István Lévai (* 1922)     |                         |                         | Mária Csehová           | Mária Csehová           | Mária Csehová          | Mária Csehová          | Mária Csehová          | Mária Csehová          |  |  |                        |                        |                        |                        |                        |                        |  |  |                        |                        |                        |                        |                        |                        |  |  |                         |                         |                         |                         |                         |                         |
|                          |                          |                          |                          |                          |                          |                       |                       |                               |                               |                               |                               |                               |                               |  |  |                           |                           |                           |                           |                           |                           |                         |                         |                         |                         |                        |                        |                        |                        |  |  |                        |                        |                        |                        |                        |                        |  |  |                        |                        |                        |                        |                        |                        |  |  |                         |                         |                         |                         |                         |                         |
|                          |                          |                          |                          |                          |                          |                       |                       |                               |                               |                               |                               |                               |                               |  |  |                           |                           |                           |                           |                           |                           |                         |                         |                         |                         |                        |                        |                        |                        |  |  |                        |                        |                        |                        |                        |                        |  |  |                        |                        |                        |                        |                        |                        |  |  |                         |                         |                         |                         |                         |                         |
|                          |                          |                          |                          | Viktor Orbán (* 1963)    | Viktor Orbán (* 1963)    | Viktor Orbán (* 1963) | Viktor Orbán (* 1963) | Viktor Orbán (* 1963)         | Viktor Orbán (* 1963)         |                               |                               |                               |                               |  |  |                           |                           |                           |                           | Anikó Lévaiová (* 1963)   | Anikó Lévaiová (* 1963)   | Anikó Lévaiová (* 1963) | Anikó Lévaiová (* 1963) | Anikó Lévaiová (* 1963) | Anikó Lévaiová (* 1963) |                        |                        |                        |                        |  |  |                        |                        |                        |                        |                        |                        |  |  |                        |                        |                        |                        |                        |                        |  |  |                         |                         |                         |                         |                         |                         |
|                          |                          |                          |                          | Viktor Orbán (* 1963)    | Viktor Orbán (* 1963)    | Viktor Orbán (* 1963) | Viktor Orbán (* 1963) | Viktor Orbán (* 1963)         | Viktor Orbán (* 1963)         |                               |                               |                               |                               |  |  |                           |                           |                           |                           | Anikó Lévaiová (* 1963)   | Anikó Lévaiová (* 1963)   | Anikó Lévaiová (* 1963) | Anikó Lévaiová (* 1963) | Anikó Lévaiová (* 1963) | Anikó Lévaiová (* 1963) |                        |                        |                        |                        |  |  |                        |                        |                        |                        |                        |                        |  |  |                        |                        |                        |                        |                        |                        |  |  |                         |                         |                         |                         |                         |                         |
|                          |                          |                          |                          |                          |                          |                       |                       |                               |                               |                               |                               |                               |                               |  |  |                           |                           |                           |                           |                           |                           |                         |                         |                         |                         |                        |                        |                        |                        |  |  |                        |                        |                        |                        |                        |                        |  |  |                        |                        |                        |                        |                        |                        |  |  |                         |                         |                         |                         |                         |                         |
|                          |                          |                          |                          |                          |                          |                       |                       |                               |                               |                               |                               |                               |                               |  |  |                           |                           |                           |                           |                           |                           |                         |                         |                         |                         |                        |                        |                        |                        |  |  |                        |                        |                        |                        |                        |                        |  |  |                        |                        |                        |                        |                        |                        |  |  |                         |                         |                         |                         |                         |                         |
| István Tiborcz (* 1986)  | István Tiborcz (* 1986)  | István Tiborcz (* 1986)  | István Tiborcz (* 1986)  | István Tiborcz (* 1986)  | István Tiborcz (* 1986)  |                       |                       | Ráhel Orbánová (* 1989)       | Ráhel Orbánová (* 1989)       | Ráhel Orbánová (* 1989)       | Ráhel Orbánová (* 1989)       | Ráhel Orbánová (* 1989)       | Ráhel Orbánová (* 1989)       |  |  | Gáspár Orbán (* 1992)     | Gáspár Orbán (* 1992)     | Gáspár Orbán (* 1992)     | Gáspár Orbán (* 1992)     | Gáspár Orbán (* 1992)     | Gáspár Orbán (* 1992)     |                         |                         | Tamás Szokira (* 1988)  | Tamás Szokira (* 1988)  | Tamás Szokira (* 1988) | Tamás Szokira (* 1988) | Tamás Szokira (* 1988) | Tamás Szokira (* 1988) |  |  | Sára Orbánová (* 1994) | Sára Orbánová (* 1994) | Sára Orbánová (* 1994) | Sára Orbánová (* 1994) | Sára Orbánová (* 1994) | Sára Orbánová (* 1994) |  |  | Róza Orbánová (* 2000) | Róza Orbánová (* 2000) | Róza Orbánová (* 2000) | Róza Orbánová (* 2000) | Róza Orbánová (* 2000) | Róza Orbánová (* 2000) |  |  | Flóra Orbánová (* 2004) | Flóra Orbánová (* 2004) | Flóra Orbánová (* 2004) | Flóra Orbánová (* 2004) | Flóra Orbánová (* 2004) | Flóra Orbánová (* 2004) |
| István Tiborcz (* 1986)  | István Tiborcz (* 1986)  | István Tiborcz (* 1986)  | István Tiborcz (* 1986)  | István Tiborcz (* 1986)  | István Tiborcz (* 1986)  |                       |                       | Ráhel Orbánová (* 1989)       | Ráhel Orbánová (* 1989)       | Ráhel Orbánová (* 1989)       | Ráhel Orbánová (* 1989)       | Ráhel Orbánová (* 1989)       | Ráhel Orbánová (* 1989)       |  |  | Gáspár Orbán (* 1992)     | Gáspár Orbán (* 1992)     | Gáspár Orbán (* 1992)     | Gáspár Orbán (* 1992)     | Gáspár Orbán (* 1992)     | Gáspár Orbán (* 1992)     |                         |                         | Tamás Szokira (* 1988)  | Tamás Szokira (* 1988)  | Tamás Szokira (* 1988) | Tamás Szokira (* 1988) | Tamás Szokira (* 1988) | Tamás Szokira (* 1988) |  |  | Sára Orbánová (* 1994) | Sára Orbánová (* 1994) | Sára Orbánová (* 1994) | Sára Orbánová (* 1994) | Sára Orbánová (* 1994) | Sára Orbánová (* 1994) |  |  | Róza Orbánová (* 2000) | Róza Orbánová (* 2000) | Róza Orbánová (* 2000) | Róza Orbánová (* 2000) | Róza Orbánová (* 2000) | Róza Orbánová (* 2000) |  |  | Flóra Orbánová (* 2004) | Flóra Orbánová (* 2004) | Flóra Orbánová (* 2004) | Flóra Orbánová (* 2004) | Flóra Orbánová (* 2004) | Flóra Orbánová (* 2004) |
|                          |                          |                          |                          |                          |                          |                       |                       |                               |                               |                               |                               |                               |                               |  |  |                           |                           |                           |                           |                           |                           |                         |                         |                         |                         |                        |                        |                        |                        |  |  |                        |                        |                        |                        |                        |                        |  |  |                        |                        |                        |                        |                        |                        |  |  |                         |                         |                         |                         |                         |                         |
|                          |                          |                          |                          |                          |                          |                       |                       |                               |                               |                               |                               |                               |                               |  |  |                           |                           |                           |                           |                           |                           |                         |                         |                         |                         |                        |                        |                        |                        |  |  |                        |                        |                        |                        |                        |                        |  |  |                        |                        |                        |                        |                        |                        |  |  |                         |                         |                         |                         |                         |                         |
| Aliz Tiborczová (* 2016) | Aliz Tiborczová (* 2016) | Aliz Tiborczová (* 2016) | Aliz Tiborczová (* 2016) | Aliz Tiborczová (* 2016) | Aliz Tiborczová (* 2016) |                       |                       | Anna Adél Tiborczová (* 2018) | Anna Adél Tiborczová (* 2018) | Anna Adél Tiborczová (* 2018) | Anna Adél Tiborczová (* 2018) | Anna Adél Tiborczová (* 2018) | Anna Adél Tiborczová (* 2018) |  |  | Bertalan Tiborcz (* 2020) | Bertalan Tiborcz (* 2020) | Bertalan Tiborcz (* 2020) | Bertalan Tiborcz (* 2020) | Bertalan Tiborcz (* 2020) | Bertalan Tiborcz (* 2020) |                         |                         |                         |                         |                        |                        |                        |                        |  |  |                        |                        |                        |                        |                        |                        |  |  |                        |                        |                        |                        |                        |                        |  |  |                         |                         |                         |                         |                         |                         |
| Aliz Tiborczová (* 2016) | Aliz Tiborczová (* 2016) | Aliz Tiborczová (* 2016) | Aliz Tiborczová (* 2016) | Aliz Tiborczová (* 2016) | Aliz Tiborczová (* 2016) |                       |                       | Anna Adél Tiborczová (* 2018) | Anna Adél Tiborczová (* 2018) | Anna Adél Tiborczová (* 2018) | Anna Adél Tiborczová (* 2018) | Anna Adél Tiborczová (* 2018) | Anna Adél Tiborczová (* 2018) |  |  | Bertalan Tiborcz (* 2020) | Bertalan Tiborcz (* 2020) | Bertalan Tiborcz (* 2020) | Bertalan Tiborcz (* 2020) | Bertalan Tiborcz (* 2020) | Bertalan Tiborcz (* 2020) |                         |                         |                         |                         |                        |                        |                        |                        |  |  |                        |                        |                        |                        |                        |                        |  |  |                        |                        |                        |                        |                        |                        |  |  |                         |                         |                         |                         |                         |                         |

## Galerie

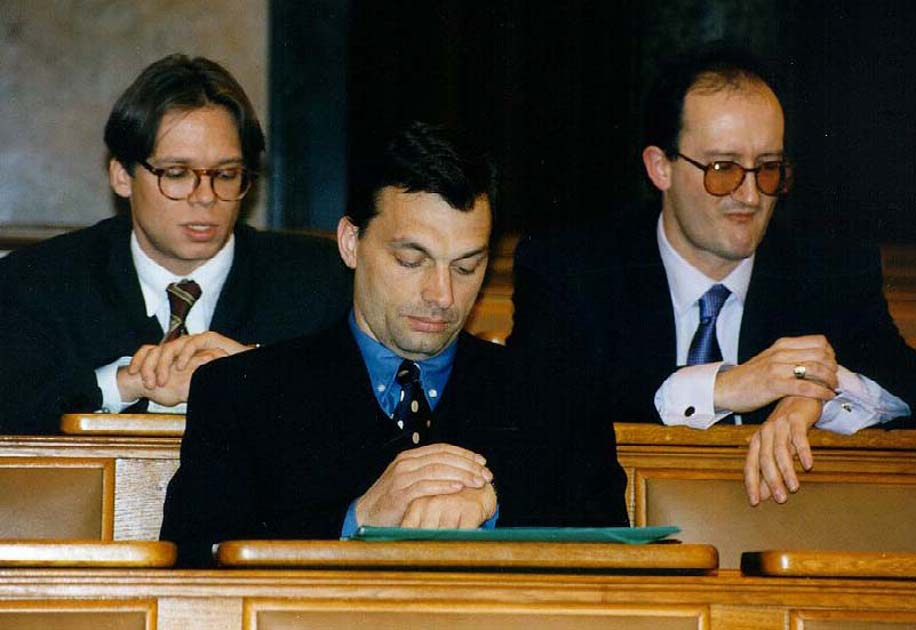
Při zasedání parlamentu roku 1997
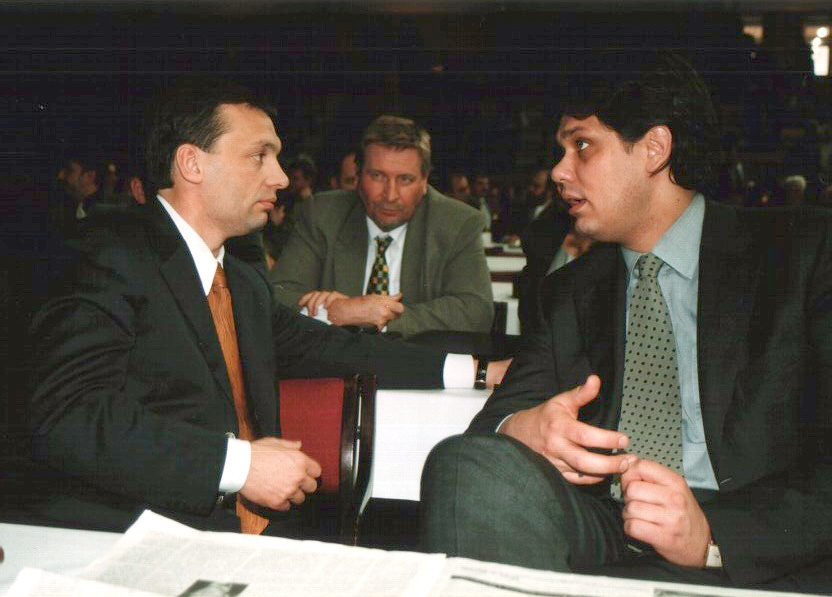
Spolu s Tamásem Deutschem, 2000
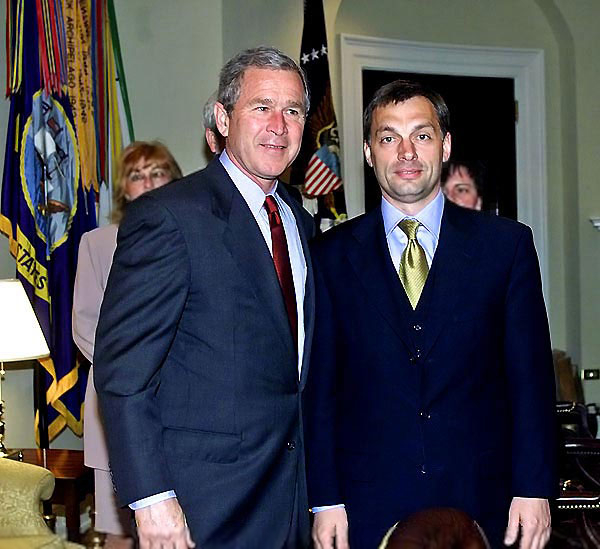
Spolu s Georgem W. Bushem, 2001
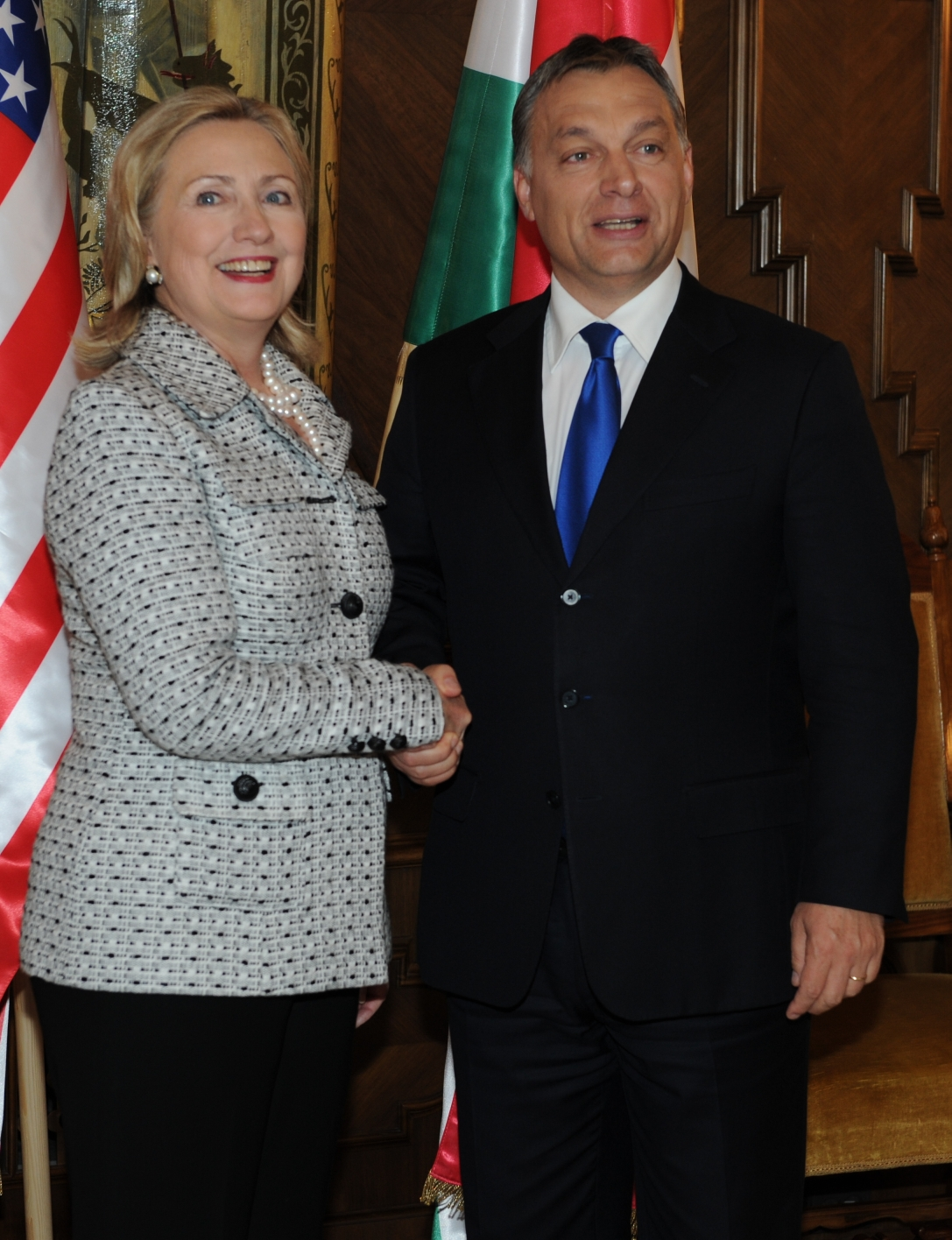
Spolu s Hillary Clintonovou, 2011
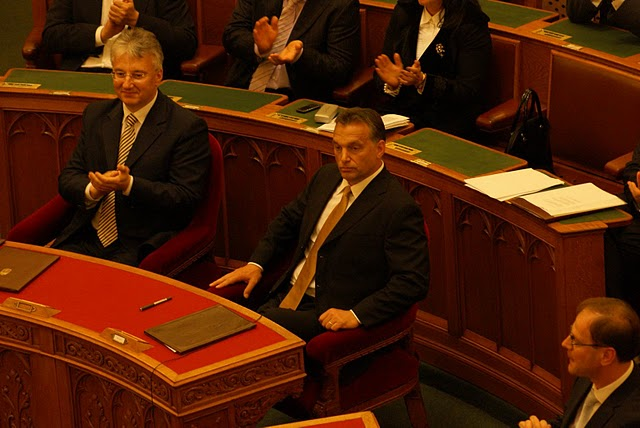
Dne 29. května 2010 se Viktor Orbán stal osmým premiérem Maďarska
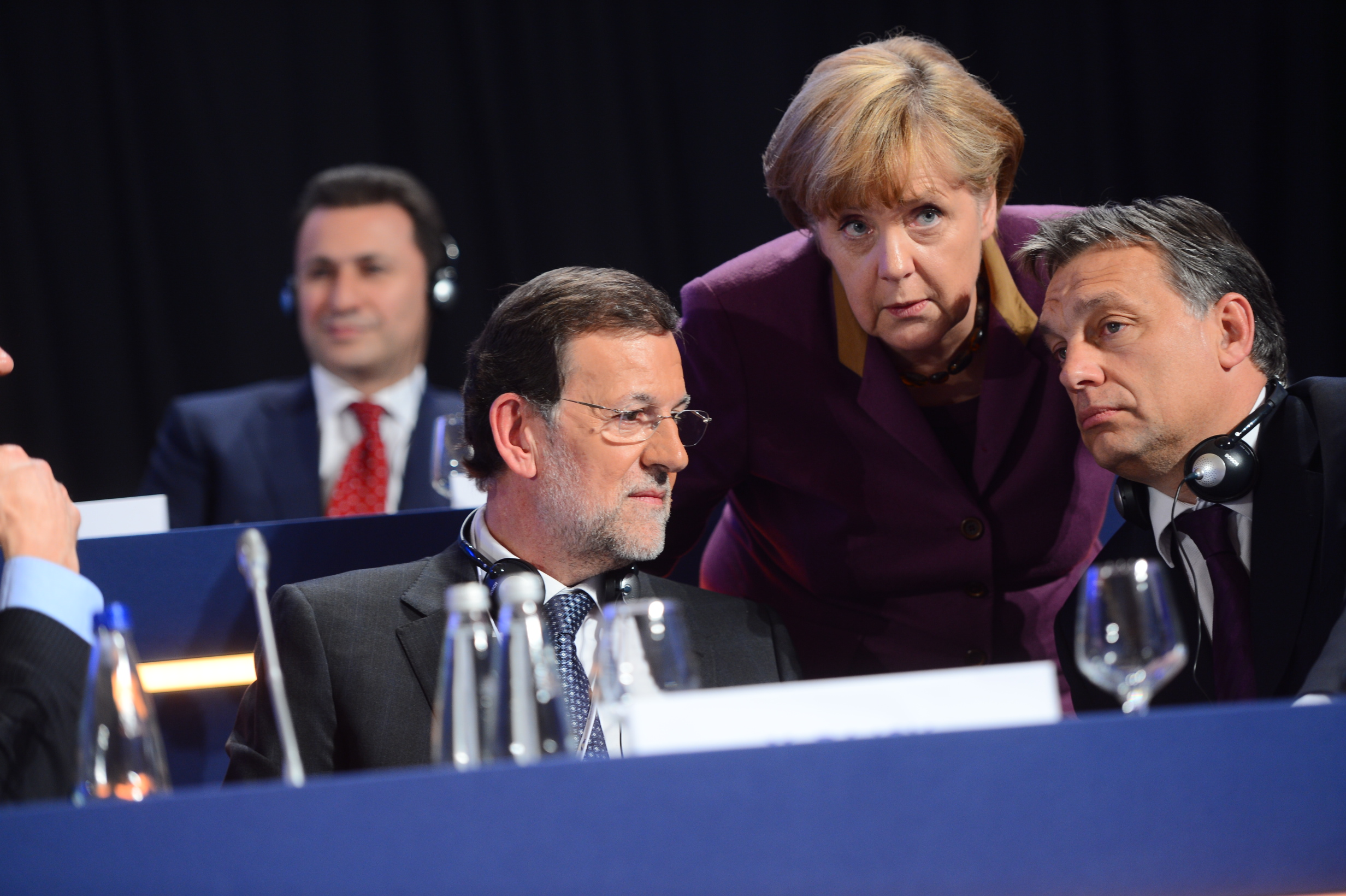
Spolu s Merkelovou a Rajoyem na kongresu Evropské lidové strany, 2012
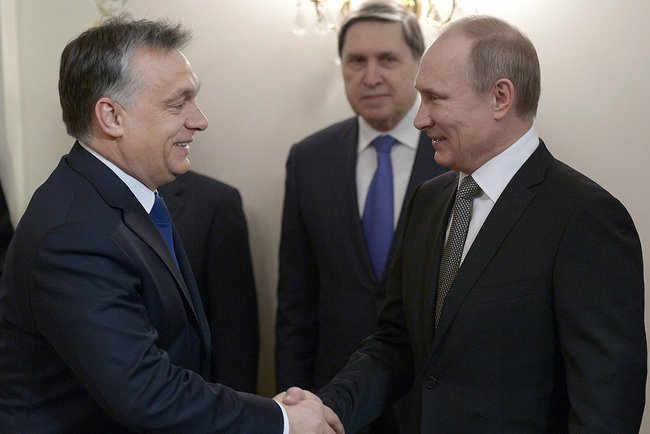
Spolu s Vladimirem Putinem, leden 2014
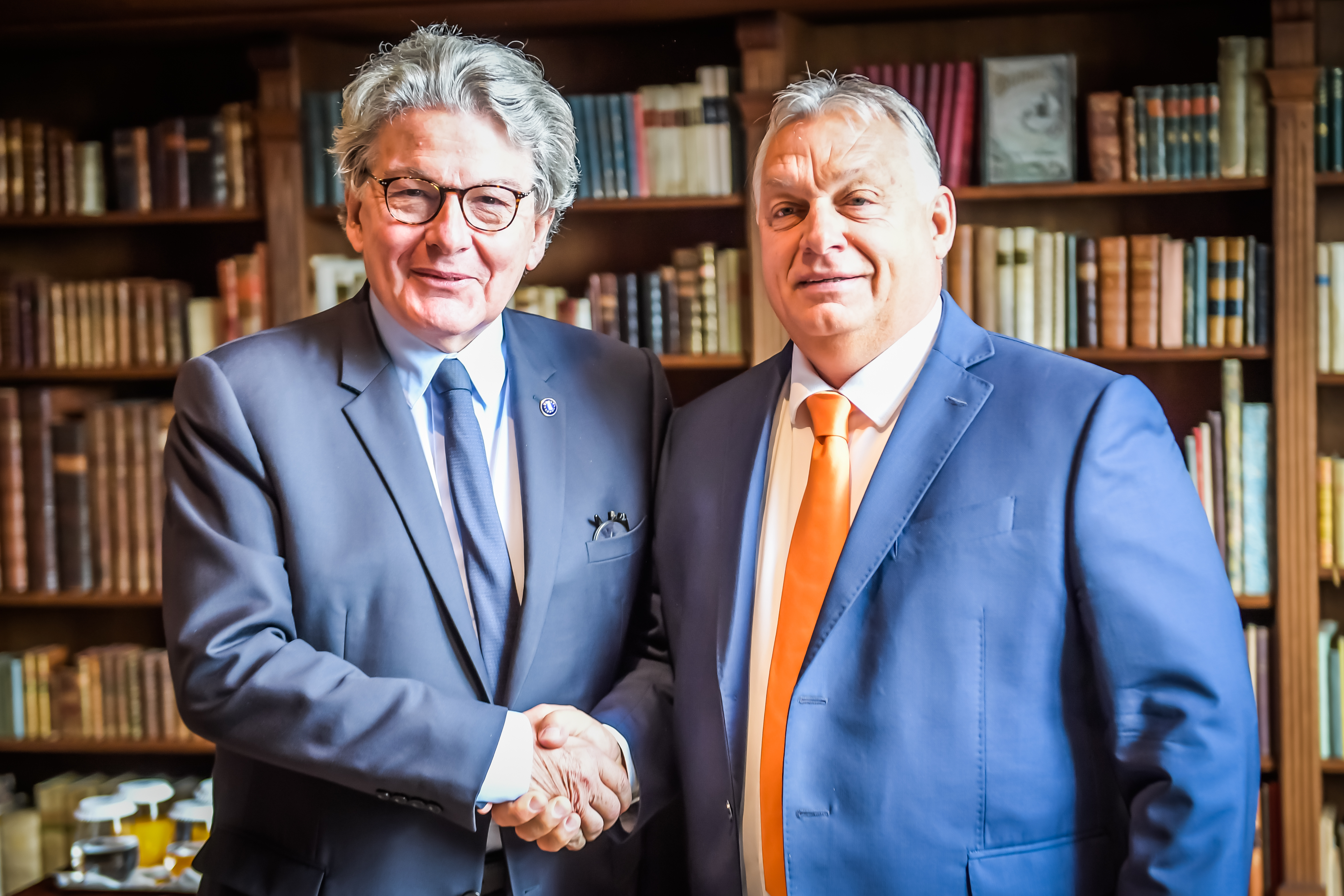
Spolu s Thierry Bretonem, 2023

## Doporučená literatura

### Proslovy a vystoupení
- János Hollós a Katalin Kondor: Szerda reggel - Rádiós beszélgetések Orbán Viktor miniszterelnökkel, 1998. szeptember – 2000. december, ISBN 963-9337-32-3
- János Hollós a Katalin Kondor: Szerda reggel - Rádiós beszélgetések Orbán Viktor miniszterelnökkel, 2001–2002, ISBN 963-9337-61-7
- A történelem főutcáján - Magyarország 1998-2002, Orbán Viktor miniszterelnök beszédei és beszédrészletei, Magyar Egyetemi Kiadó, ISBN 963-86383-1-1
- 20 év - Beszédek, írások, interjúk, 1986-2006, Heti Válasz Kiadó, ISBN 963-9461-22-9
- Egy az ország, Bp., Helikon kiadó, 2007

### Knihy o Viktoru Orbánovi
- József Debreczeni: Orbán Viktor, Osiris kiadó, ISBN 963-389-443-3, honlapja
- László Kéri: Orbán Viktor, Századvég kiadó, ISBN 963-8384-56-5
- Rácz András: Orbán Viktor 7 titka, Magánkiadás, ISBN 963-217-186-1, honlapja
- Szabó Kálmán: „Hiszünk a szeretet és az összefogás erejében”. Orbán Viktor politikai krédója, ISBN 963-9484-29-6, honlapja[nedostupný zdroj])
- Dr. Péter Kende: A Viktor, KendeArt Kft., ISBN 963-00-9037-6 honlapjáról letölthető
- Sándor Kopátsy: Az Orbán-jelenség, 2002 – a MEK honlapján elérhető: link
- Dr. Péter Kende: Az igazi Orbán Viktor – A Viktor 2, (KendeArt KFT., ISBN 963-8233-13-3 honlapjáról letölthető
- Krisztina Ferenczi: Szüret – Az Orbán-vagyonok nyomában, Diario, 2006, ISBN 963-229-223-5
- Fiúk a szőlőben A tokaji borcsaták per- és sajtóanyaga, Élet és Irodalom-könyvek, 2005, ISBN 963-86526-4-0